# ジャン・ウジェーヌ・ロベール＝ウーダン

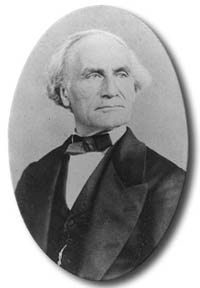
ロベール・ウーダン

ジャン・ウジェーヌ・ロベール＝ウーダン（Jean Eugène Robert-Houdin, 1805年12月6日 - 1871年6月13日）は、フランス人のプロマジシャン。今までとは違う奇術を行い、尊敬をされたことから近代奇術の父と呼ばれている。

## 概要
1805年、フランス・ブロワ生まれ。出生時の名前はジャン・ウジェーヌ・ロベールであり、ウーダンの姓は結婚後に妻から貰ったものである。青年期は家業である時計職人として機械装置に精通し、いくつかの精巧な自動人形を作成した。
40歳のとき、かねてから憧れていたマジシャンへ転身。1845年パリでデビュー。プロデビュー後は古くからあるマジックに加え、元時計職人ならではの新技術に基づいた数々のオリジナルマジックで人気を博した。それらは現代においても、行われているものもある。
このときロベールは、夜会服（燕尾服）といった正装を着用。また明るい照明を使用したことなどで、それまでのマジックに対する「黒魔術的な」イメージを払拭した。この革命的な演出形態は、たちまち世界中へと広がり、夜会服（燕尾服）にシルクハットは「マジシャンの代名詞」となった。このことからロベールは、しばしば「近代奇術の父」と呼ばれる。また、「マジシャンとは魔法使いを演じる役者である」という名言を残した。
これを奇術の歴史に名を刻んだ多くのマジシャンが大切にしてきた。故に奇術師には秘密を守る義務がある。
なお、ウーダン（Houdin）と呼ばれることが多いが、正確な名前（ラストネーム）はRobert-Houdin（ロベール-ウーダン）である。

## 生涯
青年時代
ロベールは1805年にフランス・ブロワで時計職人プロスペル・ロバートの子として生まれた。幼いころから機械工作に興味を示していたロベールは11歳の頃には捕鼠器やミニアチュールの回転木馬を自作していた。オルレアン寄宿舎学校を出るとロベールは父の工房に入り時計職人の道を進むが、やがて奇術の面白さに惹かれた。公証人の奉公を経てロベールは父の反対を押し切りブロワの時計職人ノリエのもとに弟子入りするが、ある時食中毒となり実家に帰る途中に倒れていたところをエドモン・ド・グリジー伯爵ことトリーニに救護される。ヨーロッパでも有名な奇術師であったトリーニのもとでそのまま助手を務め奇術の修行に半年ほど励んだ後、ロベールはブロワに戻った。ブロワに戻ったロベールはパリで時計商を営むジャック・ウーダンの娘ジョセフ=セシール=エレガンティーヌ・ウーダンと出会い、結婚しパリへと移り住んだ。その際に名前をロベール・ウーダンと改めた。
パリ時代
パリに出たロベールは自動人形の研究を始めた。火の点いたローソクが飛び出す『花火目覚まし』や内部に何も入っていないように見える時計などを発明したのち、自動人形の製作に取りかかった。そしてパリ郊外のベルジーユの石工オギューストの納屋で１年をかけロベールそっくりな自動人形を完成させた。完成させた自動人形は1844年のパリ産業博覧会に出品され当時の国王ルイ・フィリップの謁見も受けた。
ロベールはその後も数々の発明をし、1839年から1845年までの間、彼の機械製作は絶頂期にあった。一方で1843年に最初の妻が４人の子どもを残して亡くなり、翌年に二人目の妻、マルグリット=フランソワーズ・ブラコニエと結婚した。そしてその頃にかつてのトリーニの助手アントニオと偶然再会し自動人形と人間の競演を考え始めた。
1845年6月3日、パレ=ロワイヤル、イタリアン大通りに面するロベール=ウーダン劇場で初の「幻想の夕べ」が開かれた。そこではロベールの機械魔術の他に、彼と彼の息子の共演による透視術『第二の目』などの目新しい奇術が次々と披露された。ロベール=ウーダン劇場はパリの人気を独占するが、1848年の二月革命によりショーの人気が下火になると、ロベールはイギリスへと渡った。英国を巡業し、またヴィクトリア女王のサロンで奇術を披露する機会も得たロベールは1849年にフランスへと戻った。そして義弟のピエール=エチエンヌ・ショカにロベール・ウーダン劇場を委ねた。
晩年
奇術の表舞台から引退したロベールはアルジェリアやドイツなどを外遊し、また自叙伝を書くなどして過ごした。晩年にはフランス科学アカデミーから顕彰され、国際眼科会議から金メダルを授与された。
一方、1870年に起こった普仏戦争で息子ウジェーヌを失い、そのストレスなどから体調を崩した。そして1871年6月13日、ロベールはパリ郊外の別荘で肺炎により65歳の生涯を閉じた。
1888年に売りに出されたロベール=ウーダン劇場はジョルジュ・メリエスによって購入され、1896年に彼の最初の映画が公開された劇場となった。そして1920年にアンリー・モーリエによってロベール=ウーダン劇場最後の奇術の公演が行われた。

## アルジェリアのマジック対決
1850年代のフランス領アルジェリアでは、イスラム教の一派である聖者崇拝思想（マラブーティズム）勢力が大道芸的な「奇跡」を見せる事で大衆を扇動し、武装蜂起寸前の状態となっていた。フランス政府は軍事的に対応するよりも、マラブーが見せるトリックが見劣りするような腕前を持つマジシャンを送り込み、マジック対決を行うことが良策と考えた。
1856年にウーダンは政府からの要請でアルジェリアに渡り、当地の有力者や一般客が集う中、電磁気を利用した最新のステージマジックを披露した。観客はウーダンのマジックに魅了されたが、その中のひとりである有力シャイフボウ・アレムはウーダンを自宅に招き、特別公演を依頼した。ウーダンはシャイフの部下たちの前でマジックを披露し喝采を受けたが、屈辱を感じたシャイフ配下のマラブーはウーダンは詐欺師であると非難し、銃による決闘を申し込んだ。ウーダンはこれを受諾したが、決闘用の弾を偽の弾丸にすり替えるため、口実を付けて決闘を翌日に引き延ばした。翌日、決闘の場でマラブーの放った弾丸を歯で咥えて受け止める弾丸受け止め術を披露し、マラブーに敗北感を与える事に成功した。一連のマジック対決によって影響力の低下を悟ったマラブーは蜂起を断念し、ウーダンは褒賞として装飾を施した巻物を贈られた。帰国後、引退したウーダンは記憶を頼りにアルジェリア旅行記を著した。
このエピソードは中島らもの小説「空のオルゴール」や日本で公開された映画『トリック劇場版』でも語られたが、真偽は定かではない。

## 著書
- 『ある手品師の回想』（原題：Confidences et Révélations; Comment on devient sorcier）, 1858年.